# Stora gölen, Östergötland
Stora gölen är en sjö i Finspångs kommun i Östergötland och ingår i Motala ströms huvudavrinningsområde.